# Offerman Building
Pour les articles homonymes, voir Offerman.
 (juin 2020).

L'Offerman Building est un bâtiment historique néo-roman du centre-ville de Brooklyn, à New York . Conçu de 1890 à 1893 par l'architecte Peter J. Lauritzen, le bâtiment comporte huit étages et a été construit à l'origine pour abriter le grand magasin S. Wechsler & Brothers  . En 2017, il a été inscrit sur le Registre National des Lieux Historiques et a été converti en un complexe résidentiel de 121 logements .  

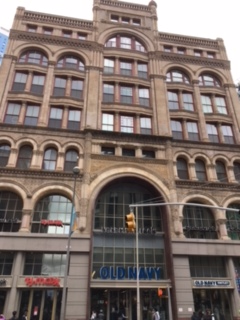
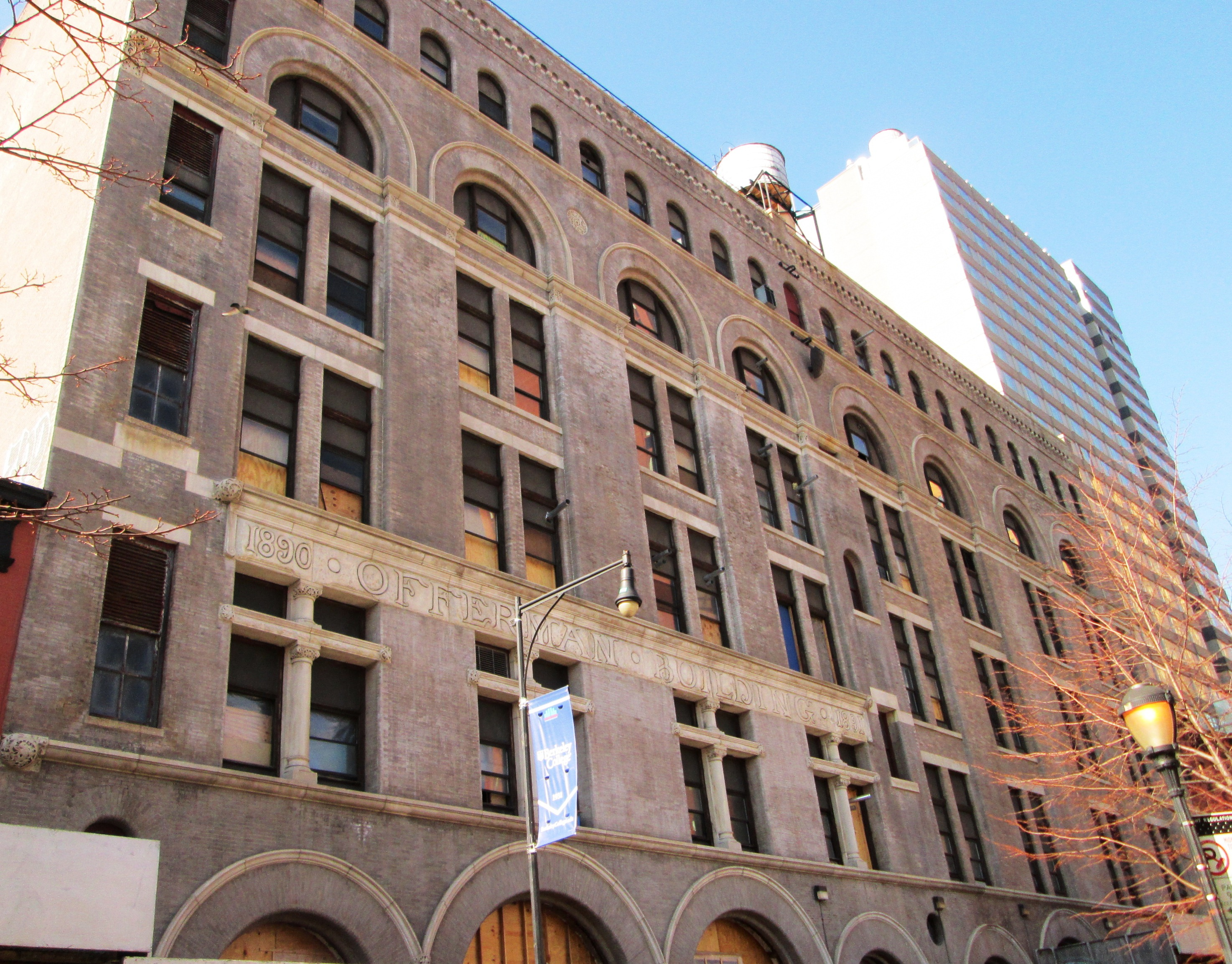